# Legislazione italiana sulle armi
La legislazione italiana sulle armi è la disciplina giuridica sulle armi vigente nella Repubblica Italiana. Per diversi aspetti applicativi ed esplicativi vi sono le circolari del Ministero dell'Interno.

## Evoluzione storica
Dopo la proclamazione del Regno d'Italia la normativa principale venne raccolta nel TULPS e nel relativo regolamento di attuazione. In base a tale normativa le armi prodotte fino al 1890 erano considerate "antiche" e come tali trattate in modo diverso da quelle considerate "moderne", il successivo sviluppo tecnologico così come il loro uso è stato quindi preso in considerazione dal legislatore solo dopo la fine della prima guerra mondiale.
La normativa è stata più volte modificata nel corso del tempo, tra gli atti rilevanti si possono annoverare la legge 18 aprile 1975, n. 110 di modifica del TULPS in senso più restrittivo, la legge 25 marzo 1986, n. 85 sulle armi sportive, la legge 9 luglio 1990, n. 185 sul commercio delle armi, il d.lgs. 30 dicembre 1992, n. 527, di recepimento della direttiva 91/477/CEE, il Decreto del Ministero dell'interno  9 agosto 2001 n. 362 sulle armi ad aria compressa, il d.lgs. 10 agosto 2018, n. 104 - emanato in attuazione della direttiva UE 2017/853 - quest'ultimo ha apportato modificazioni in tema di classificazione delle armi ed ha introdotto alcuni divieti, restrizioni e limitazioni per i privati.

## Quadro generale

### Definizioni e prescrizioni normative
La legge italiana distingue tra arma propria ed arma impropria, disciplinandone l'utilizzo delle prime e vietando in modo assoluto il porto delle seconde senza un giustificato motivo. In particolare, secondo gli articoli 585 e 704 del codice penale italiano s'intendono per armi quelle da sparo e tutte le altre la cui destinazione naturale è l'offesa alla persona, nonché le bombe, qualsiasi macchina o involucro contenente materie esplodenti e i gas asfissianti o accecati. Tali disposizioni sono completate dalla legge 18 aprile 1975, n. 110, che agli art. 1 e 2 fornisce rispettivamente ulteriori definizioni di arma e - per le armi da fuoco - di arma comune da sparo. Dal punto di vista delle autorizzazioni ottenibili si distingue tra due tipologie di licenze, una per la detenzione ed una per il porto. Circa le armi da fuoco, è ammessa la detenzione ed il porto di armi semiautomatiche entro particolari limiti e caratteristiche, sono vietate le armi automatiche.
Le armi ammesse al commercio sono quelle che rispettano determinati parametri accertati dal Banco nazionale di prova per le armi da fuoco portatili e per le munizioni commerciali" (BNP); vi sono poi alcuni tipi di armi dette a "modesta capacità offensiva" (MCO) che non necessitano di porto d'armi se certificate dal Banco Nazionale di Prova come incapaci di erogare un'energia cinetica superiore a 7,5 Joule, i quali devono essere misurati in volata e garantiti dal fabbricante/assemblatore/importatore tramite l'apposizione del numero di conformità (rilasciato dal BNP) e di un marchio (registrato presso il BNP) su ogni esemplare da immettere sul mercato, in modo da attestare la conformità di ogni singolo esemplare con quello a suo tempo certificato dal BNP. La vendita o la cessione di armi comuni a privati privi di licenza di porto d'armi è possibile ai soli soggetti che abbiano raggiunto la maggiore età ottenendo dal questore apposita autorizzazione, detta formalmente nulla osta. Esso consente l'acquisto di armi e munizioni nelle quantità specificate e il trasferimento dal luogo di acquisizione fino al luogo di detenzione. Ai sensi d.lgs. 10 agosto 2018, n. 104, i caricatori delle armi da fuoco sono soggetti ad obbligo di denuncia solo se superiori a 10 colpi per arma lunga o 20 se per arma corta, e dopo l'abolizione del catalogo nazionale delle armi comuni da sparo a decorrere dal 1º gennaio 2012, tutte le armi possono essere prodotte e importate solo previa classificazione da parte del BNP non dovendo più recare alcun numero di catalogo che non costituisce più segno distintivo la cui mancanza rende l’arma clandestina. La modifica delle armi è vietata se le rende più micidiali, occultabili o potenti. Per le armi da fuoco, l'alleggerimento dello scatto, l'applicazione di sistemi di puntamento, spegnifiamma, compensatori non è considerata modifica d'arma. È inoltre ammessa la detenzione di armi semiautomatiche entro particolari limiti e caratteristiche, mentre è vietata quella di armi automatiche. Chi possegga armo consentite dalla legge ma ne ometta denuncia alle autorità preposte commette il reato di "detenzione abusiva di armi".

### Autorizzazioni e limiti per porto e detenzione
Una licenza di detenzione d'armi in corso di validità è titolo valido per l'acquisto e detenzione di qualunque arma autorizzata dal Banco nazionale di prova per le armi da fuoco portatili e per le munizioni commerciali e del relativo munizionamento nei limiti posti dalla legge. Il nulla osta all'acquisto di armi e munizioni autorizza, implicitamente, il trasporto degli oggetti acquistati esclusivamente per raggiungere il luogo di detenzione. 
Qualunque licenza di porto consente al titolare, oltre l'acquisto, anche il trasporto e la detenzione di armi. In particolare la licenza per "difesa personale", di "caccia" e di "tiro a volo" consentono acquisto e detenzione di:
- Armi
  - Una quantità "illimitata" di armi da caccia, ovvero lunghe, non a gas compressi e non somiglianti ad armi da guerra;
  - Fino ad un massimo di dodici armi sportive, ovvero classificate dal Banco Nazionale di Prova come tali;
  - Fino ad un massimo di tre armi comuni, ovvero non da caccia e non sportive. Queste armi sono le uniche a poter essere portate per difesa personale dagli aventi titolo, e inoltre non possono essere oggetto di comodato tra soggetti privati.
  - Fino ad un massimo di otto armi antiche, artistiche o rare, ovvero fabbricate anteriormente al 1890 o decretate dal Ministero per i beni culturali;
- Munizioni
  - Per pistola o rivoltella: fino ad un massimo di 200 colpi con obbligo di denuncia. Rientrano in questa categoria anche le munizioni destinate ad armi lunghe camerate per un calibro da arma corta o un calibro non da caccia.
  - Per fucile da caccia: fino ad un massimo di 1.500 colpi totali, con obbligo di denuncia delle munizioni per arma a canna rigata e di quelle a palla per arma a canna liscia; le munizioni spezzate per arma a canna liscia sono soggette ad obbligo di denuncia solo al raggiungimento di 1000 colpi totali, ovvero rientrano in questo conteggio anche le altre munizioni da caccia già soggette ad obbligo di denuncia.
  - Munizioni a salve: sono soggette ad obbligo di denuncia solo se destinate ad un'arma vera, e pertanto in questo caso fanno cumulo con le normali munizioni.
  - Reintegro munizioni: non è soggetto a denuncia, purché non venga mai superato il numero di munizioni denunciato originariamente.
  - Licenza Prefettizia: è facoltà del Prefetto concedere ai tiratori sportivi agonisti (previa specifica richiesta e8 dimostrazione dello status di tiratore agonista) una speciale licenza che consente la detenzione di ulteriori 1500 colpi per arma corta in aggiunta ai 200 consentiti di base. Tale licenza abilita anche al trasporto di un numero massimo di 600 colpi per arma corta.
- Polvere da sparo
  - Al tiratore è inoltre concesso acquisto e detenzione di polveri da lancio ai fini della ricarica delle munizioni sparate, nella quantità massima di 5 chili rappresentati dalla somma della quantità di polvere detenuta più la quantità di polvere equivalente (PE) alle munizioni detenute, secondo le equivalenze di legge. Un titolare di porto d'armi che abbia denunciato la detenzione di 200 colpi per pistola o rivoltella (0,05 kg di PE) più 1.500 per arma da caccia (2, 68 kg PE) e 1.700 capsule di innesco (0,08 kg di PE) potrà legalmente detenere nelle modalità stabilite dalla legge, fino ad un massimo di 2,2 kg di polveri da lancio. Anche il reintegro della polvere non è soggetto a denuncia, fermo restando il non superamento del quantitativo denunciato originariamente.

La licenza per collezione di armi necessaria per acquisto e detenzione per fini collezionistici di armi artistiche, tare e antiche (art. 30 TULPS) consentendo di superare i normali limiti di armi detenibili secondo le previsioni di legge. Le armi inserite in collezione non possono essere portate ed è vietato detenere munizioni ad esse destinate, a meno che non si abbia altre armi di pari calibro fuori dalla collezione, anche se la licenza ha durata permanente (art. 32 TULPS). L'art. 5 del d.lgs. 10 agosto 2018, n. 104 stabisce che possono essere solamente presso un poligono di tiro per prova di funzionamento a intervalli non inferiori a 6 mesi, e per ogni occasione è consentito l'acquisto di 62 cartucce non soggette a denuncia, che andranno consumate entro 24 ore dall'acquisto. Al di fuori di tale ipotesi non è consentito detenere munizioni per tali armi.
Le armi e le munizioni acquistate, se soggette ad obbligo di denuncia, devono essere denunciate all'autorità di PS del luogo di residenza o domicilio entro 72 ore dalla transazione, anche per via telematica (PEC). Sarà necessaria una nuova denuncia in caso di variazione del luogo di detenzione.

### Importazione ed esportazione
Riguardo alla disciplina sulle importazioni ed esportazioni di armi da guerra, era in principio regolata dall'art. 28 del TULPS e dagli articoli 41-58 del relativo regolamento di attuazione (R.D. 6 maggio 1940, n. 635); una nuova disciplina venne stabilita poi con l'approvazione della legge 9 luglio 1990, n. 185.
Secondo la norma del 1990 è necessaria una licenza per ogni spedizione di armi (in transito, importazione o esportazione), indicante quantità e specie di ogni materiale trasportato (e le modalità logistiche del trasporto: peso e dimensione di ogni cassa o pianale, con il relativo contenuto). Il materiale può essere sottoposto a controlli in dogana, ovvero nei luoghi di consegna indicati nella documentazione (apertura degli imballi, controllo inventariale delle quantità di ogni particolare, della conformità agli eventuali disegni tecnici allegati).
Nella documentazione non è obbligatorio allegare i disegni tecnici delle parti d'arma, che sono "più parlanti" di una codifica dei part number proprietaria delle aziende produttrici e di una descrizione testuale libera, e che sono uno dei primi criteri per stabilire la natura di un manufatto, e se si deve applicare la legge 185. Il materiale destinato ad uso militare che non abbia come scopo l'offesa alla persona (es divise, ottiche, mezzi non armati ecc), può essere movimentato ai sensi della "Convenzione relativa al contratto di trasporto internazionale di merci su strada", senza nessun tipo di licenza o controllo doganale particolare.
La pratica delle triangolazioni è severamente vietata, e i produttori che tentano di eluderle il divieto di trattare con Paesi in guerra, regimi che violino i diritti umani o siano nemici della NATO, vanno incontro a severe sanzioni la minore delle quali è l'immediata sospensione o ritiro delle licenze di fabbricazione, commercio ed esportazione.
Tutte le transazioni economiche relative ad attività di esportazione, Importazione o transito intracomunitario di Materiali d'armamento possono avvenire solo tramite una Banca (intermediatrio finanziario) registrata presso il sistema telematico del Ministero dell'Economia e Finanze (MEF) che provvede a registrare l'operazione e metterla a disposizione delle verifiche dell'Unità per le Autorizzazioni dei Materiali d'Armamento (UAMA) istituita presso il Ministero degli Affari Esteri e della Cooperazione Internazionale (MAECI) che rilascia le licenze previste dalla L.185/90 e coordina le attività di ingresso ed uscita dal territorio nazionale di tutti i Materiali d'armamento definiti dall'Unione Europea verificando la correttezza delle operazioni con il supporto dell'Agenzia delle Dogane e coordinandosi con il Ministero della Difesa, il Ministero dell'Economia e Finanza, la Presidenza del Consiglio dei Ministri e le corrispondenti autorità degli Stati membri dell'Unione Europea.

### Limitazioni sulle munizioni per arma da fuoco
L'articolo 2 comma 4 della legge 18 aprile 1975, m. 110 prescrive riguardo alle limitazioni sulle munizioni:
La circolare del Ministero dell'Interno n. 559/C.11764.10171 del 17 giugno 1992 ha ribadito che sono vietate ai privati i proiettili perforanti, i proiettili traccianti e quelli esplosivi mentre è vietato l'uso dei proiettili a punta cava solo per la difesa personale ma non per attività ludiche o della caccia. Non vi è alcun divieto assoluto per le munizioni spezzate, ma ne è consentita la detenzione entro limiti precisi (come nel caso dell' art. 97 comma 1 regio decreto 6 maggio 1940, n. 635, o dell' art. 26 legge 18 aprile 1975, n. 110).

### Le "armi a modesta capacità offensiva"
Secondo la legge italiana, le armi certificate dal Banco nazionale di prova per le armi da fuoco portatili e per le munizioni commerciali come incapaci di erogare un'energia cinetica pari o superiore a 7,5 joule (ad esempio alcune armi ad aria compressa), sono di libera vendita ai soggetti maggiorenni e senza obbligo di denuncia, come stabilito dalla legge 21 dicembre 1999, n. 526.
Possono essere a colpo singolo o con fuoco semiautomatico ma non automatiche, ovvero in grado di sparare a raffica. Il loro uso e trasporto è disciplinato dal D.M. 9 agosto 2001, n. 362.
Tutte le armi capaci di sviluppare un'energia cinetica in volata pari o superiore ai 7,5 joule sono per la legge italiana armi comuni da sparo il cui acquisto e detenzione richiedono licenza di detenzione di armi e denuncia di possesso.

## La classificazione delle armi
Circa le armi bianche non esiste una classificazione formale ma in base al combinato disposto dell'art. 30 del TULPS, dall'art. 45 del Regio Decreto 6 maggio 1940, n. 635 e dell'art. 4 della legge 18 aprile 1975, n. 110 sono considerate tali - e quindi armi proprie - tutto "ciò che per destinazione naturale è atto ad offendere e che è naturalmente destinato a recare un’offesa o un danno ad altro soggetto", sia da punta e da taglio (pugnale, spada, sciabola, baionetta, stiletto, bastone animato) che armi contundenti ovvero che provochino ferite per mezzo di forme contundenti (mazza ferrata, bastone ferrato o meno, manganello, sfollagente, noccoliere).
Riguardo invece alle armi da fuoco, esse sono classificate ai sensi del d.lgs. 10 agosto 2018, n. 104, in vigore dal 14 settembre 2018, secondo dell'allegato "I" della direttiva 91/477/CEE come modificata dalla direttiva (UE) 2017/853 in data 13 giugno 2017, in tre categorie:
- Categoria A - Armi da fuoco proibite
- Categoria B - Armi da fuoco soggette ad autorizzazione
- Categoria C - Armi da fuoco soggette a dichiarazione
- Categoria D - Altre armi da fuoco

La categoria D è stata abrogata dalla Direttiva (UE) 2017/853 successivamente codificata nella Dir. (UE) 2021/555 e rinominata come categoria "C7".
Infine ai sensi dell'allegato "I" della direttiva 91/477/CEE le armi da fuoco si suddividono in base alle dimensioni in "lunghe" o "corte", in particolare:
- Sono "corte" le armi la cui canna abbia una lunghezza inferiore ai 30 centimetri oppure la cui lunghezza totale non ne superi i 60;
- Sono "lunghe" le armi con dimensioni diverse da quelle corte.

## Normativa principale

### Regio Decreto Legge 30 dicembre 1923 n.3152.
Obbligatorietà della punzonatura delle armi da fuoco portatili.
Regio decreto legge convertito in vigore il 24/02/1924 
dalla legge 17 aprile 1925, n. 473, sostituito dalla legge 23 febbraio 1960, n. 186 e definitivamente abrogato dal d.lgs 13 dicembre 2010 n. 212.
Istituì la prova obbligatoria delle armi da fuoco "di qualunque calibro o dimensione" prodotte o introdotte nel regno, da parte di uno dei banchi di prova riconosciuti per le armi portatili da fuoco.

### Regio Decreto 18 giugno 1931, n. 773
Emanazione del Testo unico delle leggi di pubblica sicurezza, prima normativa organica in tema di armi in Italia, sostituisce il precedente (Regio Decreto 6 novembre 1926, n.1848)
Prevede per i produttori di armi l'obbligo di registrazione delle operazioni giornaliere che, a partire dall'entrata in vigore della norma, cha obbligato fabbricanti ed importatori a provvedere alla matricolazione delle armi da sottoporre poi a prova forzata da parte dei Banchi nazionali di Prova.

### Regio Decreto 6 maggio 1940, n.635
Regolamento per l'esecuzione del Testo Unico R.D. 773/31.
Con il precedente rappresenta le fondamenta del diritto delle armi in Italia.

### Legge 23 febbraio 1960,n. 186
Modifiche al regio decreto-legge 30 dicembre 1923, n. 3152, sulla obbligatorieta' della punzonatura delle armi da fuoco portatili.
Consolida il precedente, regolamentando le attività del banco Nazionale di Prova ed è tuttora in vigore.

### Decreto del Presidente della Repubblica 28 ottobre 1964, n.1612
Approvazione del regolamento per l'applicazione della legge 23 febbraio 1960, n. 186, che contiene modifiche al regio decreto-legge 30 dicembre 1923, n. 3152, sulla obbligatorietà della punzonatura delle armi da fuoco portatili.

### Legge 18 giugno 1969 n. 323
Porto d'armi per l'esercizio dello sport del tiro a volo..

### Legge 18 aprile 1975, n.110
Norme integrative della disciplina vigente per il controllo delle armi, delle munizioni e degli esplosivi;
Legge emanata durante il governo Moro IV durante il periodo degli "anni di piombo" nonché sull'onda dei fermenti politici, introdusse alcune classificazioni sulle armi - tra cui quella di "arma comune da sparo" e "arma da guerra", modificó il TULPS, e introdusse diversi vincoli e limiti alla detenzione e porto di armi per i privati.

### Decreto Ministero degli Interni16 agosto 1977
Iscrizione o rifiuto catalogo nazionale delle armi comuni da sparo.

### Decreto Ministero degli Interni14 aprile 1982
Regolamento per la disciplina delle armi antiche, artistiche o rare di importanza storica.

### Legge 25 marzo 1986, n.85
Armi per uso sportivo;

### Legge 9 luglio 1990, n. 185
la legge 9 luglio 1990, n. 185 introduce norme riguardanti l'uniformazione delle modalità di controllo ed autorizzazione di esportazione, importazione e transito intracomunitario dei materiali destinati all'equipaggiamento dei corpi armati degli stati.

### Legge 11 febbraio 1992 n. 157
La legge 11 febbraio 1992, n. 157, oltre a regolamenare la caccia in Italia, indica gli strumenti per il prelievo venatorio escludendo le armi corte ed abolisce il limite per la detenzione delle armi da caccia (art. 37).

### Decreto legislativo 30 dicembre 1992, n.527
Recepimento direttiva 91/477/CEE, relativa al controllo dell'acquisizione e della detenzione di armi;
Emanato in recepimento rima direttiva armonizzante le normative sulle armi nella Comunità Economica Europea. Introduce nell'ordinamento italiano una nuova definizione di "arma da fuoco".

### Legge 6 dicembre 1993 n. 509
Norme per il controllo sulle munizioni commerciali per uso civile che riconosce nella CIP l'autorità di riferimento tecnico per le munizioni destinate all'uso da parte dei privati.

### Decreto Ministeriale 30 ottobre 1996 n.635
Regolamento di esecuzione del D.Lgs. 30 dicembre 1992, n. 527, recante norme di attuazione della direttiva 91/477/CEE,  relativa al controllo dell'acquisizione e della detenzione di armi.

### Decreto Ministeriale 9 agosto 2001 n.362
Decreto del Ministero dell'Interno che rende di vendita alcuni tipi di armi ad aria compressa  di una certa potenza (definite armi a modesta capacità offensiva), definisce e prevede che le "repliche di armi antiche ad avancarica di modello anteriore al 1890 a colpo singolo" debbano avere marcatura dal Banco nazionale di prova per le armi da fuoco portatili e per le munizioni commerciali, assimilando contestualmente le stesse alle armi comuni da sparo, se utilizzanti polvere nera per munizionamento a fuoco (art. 12).

### Decreto legislativo 26 ottobre 2010, n.204
Attuazione della direttiva 2008/51/CE, che modifica la direttiva 91/477/CEE relativa al controllo dell'acquisizione e della detenzione di armi.
Il decreto esclude il caricatore dalle parti di arma da fuoco, ma non il silenziatore (quelli per le armi ad aria compressa sono di libera vendita), porta la durata della licenza per fabbricazione importazione ed ed esportazione di armi a tre anni, vieta l'utilizzo - salvo che siano destinate alle forze armate italiane o a corpi armati dello Stato - delle munizioni calibro 9 × 19 mm Parabellum, gli storditori elettrici in grado di provocare elettrocuzione nonchè i puntatori laser di determinate caratteristiche e tipologie.

### Legge 12 novembre 2011 n.183
Legge di stabilità 2012.
Alla voce "riduzione degli oneri per le imprese" abroga all'articolo 14 il catalogo nazionale delle armi comuni da sparo.

### Legge 7 agosto 2012 n.135
Assegna (art. 12-sexiesdecies) al Banco Nazionale di Prova il compito di verificare la qualità di arma comune da sparo, la corrispondenza alle categorie di cui alla normativa europea, rendendo accessibili i dati relativi all'attività istituzionale e di verifica svolta.

### Decreto Ministeriale 7 gennaio 2013 n.19
Regolamento attuativo Legge 9 luglio 1990, n. 185 sul esportazione e transito dei Materiali d'armamento.

### D.lgs. 29 settembre 2013, n. 121
Modifica la legge n. 110/1975 ed il d.lgs. 26 ottobre 2010, n. 204 disponendo in sintesi:
- Limiti ai caricatori: sono stabiliti limiti massimi per i caricatori di armi comuni da sparo: 5 colpi per le armi lunghe e 15 colpi per le armi corte, con alcune eccezioni per uso sportivo.

- Armi antiche e repliche: la legge specifica la disciplina per le armi antiche e le loro repliche, chiarendo che non sono soggette ai limiti di capacità dei caricatori.
- Armi ad aria compressa: viene chiarito che gli strumenti ad aria compressa a canna liscia e funzionamento non automatico, destinati al lancio di capsule marcatrici biodegradabili, non sono considerati armi.
- Cessione di armi non conformi: le armi prodotte o introdotte nel territorio dello Stato prima dell'entrata in vigore del decreto possono essere cedute a terzi entro 24 mesi, senza obbligo di conformazione ai nuovi limiti sui caricatori.
- Potere di ritiro armi del Prefetto: il decreto prevede che il prefetto possa disporre il ritiro cautelare delle armi e assegni un termine per la loro cessione a terzi, pena la confisca.
- Silenziatori: la legge afferma  esplicitamente che non possono essere importati, fabbricati e venduti strumenti che attenuinino il rumore dello sparo di armi da fuoco.

### Decreto legislativo 10 agosto 2018, n. 104
Emanato in attuazione della direttiva (UE) 2017/853 del Parlamento europeo e del Consiglio, del 17 maggio 2017, che modifica la direttiva 91/477/CEE del Consiglio, relativa al controllo dell'acquisizione e della detenzione di armi introduce numerosi aggiornamenti in tema di armi da fuoco ed una nuova classificazione delle medesime.

### Legge 23 dicembre 2021 n. 238
Legge di delegazione europea per il biennio 2019/2020, tra le varie disposizioni, all'art. 18 elimina il divieto per il mercato civile delle armi corte semiautomatiche in calibro 9 × 19 mm parabellum e introduce l'obbligo di specifiche marcature sulle munizioni del medesimo calibro destinate alle forze armate italiane e corpi armati dello Stato.

## Disposizioni per particolari tipi di armi

### Armi non soggette ad obbligo di denuncia
Il decreto del Ministero dell'interno 9 agosto 2001, n. 362 stabilisce che le armi ad aria compressa o a altri gas compressi, sia lunghe sia corte, i cui proiettili siano dotati di un'energia cinetica non superiore a 7,5 joule e le repliche a colpo singolo di armi antiche ad avancarica di modelli realizzati anteriormente al 1890 che non utilizzino polvere da sparo, non sono considerate armi comuni da sparo. Per la loro detenzione e porto non è prevista alcuna licenza, devono però funzionare solo in modalità di fuoco semiautomatico con pallini che non contengano alcuna sostanza all'interno.

### Armi da guerra
La detenzione privata di armi da guerra era consentita ai soli possessori o eredi di possessori della licenza di detenzione di tali armi secondo le ipotesi previste dall'art. 28 del testo unico delle leggi di pubblica sicurezza. L'art. 33 del Regio decreto 6 maggio 1940, n. 635 specifica cosa debba intendersi per arma da guerra e di arma tipo guerra ovvero:
Sono armi «tipo guerra» quelle che presentano caratteristiche analoghe alle armi da guerra.
Sono « munizioni da guerra » le cartucce, i proiettili, le bombe, la polvere, le capsule ed ogni altra materia, destinata al caricamento delle armi da sparo belliche, o comunque ad impiego bellico»
Tale disposizione è da ritenersi superata in quanto la legge n. 110 del 18 aprile 1975 - introducendo una nuova definizione delle armi di tale tipo all'art. 10 - ne ha reso impossibile la detenzione ed il porto per i privati.  Le licenze rilasciate prima dell'entrata in vigore delle norma del 1975 rimangono valide ma possono essere trasferite solo per successione. Inoltre, i titolari di queste licenze non possono in alcun caso ottenere una licenza di porto o trasporto per queste armi, che pertanto non possono essere in alcun modo utilizzate (neppure in un poligono di tiro), ma esclusivamente detenute.

### Armi automatiche
Secondo la dell'art. 10 della legge 18 aprile 1975, n. 110 - che introduce una nuova definizione di arma da guerra, tipologia interdetta ai privati - assimila alle stesse ogni arma automatica con funzionamento di fuoco a raffica, o che presenti caratteristiche o parti comuni a quelle da guerra, o che utilizzi o tale tipologia di munizionamento, nonché le armi camuffate di cui all'art. 1 del d.lgs. 30 dicembre 1992, n. 527.